# El cártel del humor
El cártel del humor (llamado anteriormente El estelar del humor) fue un programa humorístico peruano, en la cual se presentan parodias de políticos, deportistas peruanos y personajes de la farándula peruana.
Se emitía los domingos de 8:00 p. m. a 10:00 p. m., por el canal peruano ATV.

## Descripción
Carlos Álvarez y su talentoso elenco nos divertirán con una serie de sketches en la cual se presentan parodias de políticos, deportistas peruanos, personajes de la farándula peruana, sucesos nacionales e internacionales entretenidas, entrevistas a la farándula peruana y hasta algunas veces, sobresalen situaciones realmente retorcidas.

## Historia
Se decidió crear este nuevo proyecto de televisión peruana humorístico, ya que Carlos Álvarez había renunciado al programa anterior del canal Frecuencia Latina, que era El especial del humor, por el problema que aconteció con el presentador Carlos Carlín: este no se sentía cómodo con la parodia que realizaba Álvarez sobre él y condicionó su permanencia en la casa televisora.
Este nuevo programa humorístico peruano, bajo el nombre de El estelar de humor, se inició el 15 de mayo de 2011, siendo el primer político peruano invitado, el presidente Ollanta Humala, pero en ese entonces como candidato presidencial del Perú en el sketch del espejo del reflejo, también se vio el del desfile de las fiestas patrias peruanas, el desmayo del presidente del congreso peruano Daniel Abugattás, y la alcaldesa de Lima Susana Villarán, entre otras nuevas parodias.
En 2012, el programa cambió de nombre a El cártel del humor, y se unieron al elenco Pablo Villanueva "Melcochita", Giovanna Valcárcel, Zelma Gálvez, Jim Maelo, José Luis Almanza "Chatín" y Cindy Marino. Entre los sketches que presentan en la nueva temporada figuran "Cenando con Cristina", "El diván de Marco Aurelio", "La escuelita de Marco Aurelio", entre otros. El espacio ganó fama al referenciar eventos políticos, tal como fue su nombre, como la interpretación de Valcárcel en la parodia de La Reina del Sur.
En 2014, se unieron al elenco Arturo Álvarez, Sara Manrique y Gino Arévalo. Además ese fue su último año porque censuró un sketch a salir el 17 de agosto de 2014, que consistió en una parodia al restaurante de comida rápida KFC donde se imitaba a un suceso ocurrido al interior de un local ubicado en el centro comercial Plaza San Miguel donde se encontró una rata. El día lunes 18 de agosto del respectivo año ATV dio un comunicado de prensa donde El cártel del humor es cancelado por pedido de KFC.
El 1 de junio de 2019, el programa Oe... ¿Es en serio? pasaría a ser El cártel del humor, nombre que fue utilizado hace 5 años por el mismo canal, a pedido del público y por el mismo Carlos Álvarez quien manifestó que el nombre está vinculado con el contexto actual, asimismo abarcando temas de coyuntura.

## Controversias
El programa generó controversia principalmente por la imitación de la serie Escobar: El patrón del mal, que referenció a las drogas. En 2014 la Sociedad Nacional de Radio y Televisión sancionó al programa tras la denuncia de Asociación Valores Humanos por infringir el horario de protección al menor en seis segmentos del programa.

## Episodios

### Temporada 1 (2011)
| Acontecimientos políticos | Temas sociales / farándula / deportes                                                                  | Programas de TV                                              |
| --- | --- | ------------------------------------------------------------ |
| - Carrera entre Ollanta Humala y Keiko Fujimori durante la segunda vuelta presidencial. - Complicaciones de salud de Hugo Chávez. - Alan García inaugura la Línea 1 del Tren Eléctrico. - Alexis Humala realiza viaje a Rusia en nombre de su hermano Ollanta. - Primeros meses del mandato de Ollanta Humala. - Antauro Humala solicita amnistía para salir de la cárcel. - Inicio de juicio a Alberto Quimper. - Susana Villarán anuncia regulación vehicular del Centro de Lima. | - Agresión de Phillip Butters a Carlos Carlín. - Choque automovilístico del futbolista Paolo Guerrero. | - Magaly TeVe (Malají TeVe) - Bayly (Baylys) - Laura (Laura) |

### Temporada 2 (2012)
| Acontecimientos políticos | Temas sociales / farándula / deportes | Programas de TV                                                                                    |
| --- | --- | -------------------------------------------------------------------------------------------------- |
| - Susana Villarán se defiende de críticas a su gestión en la Alcaldía de Lima. - Visita de Hillary Clinton y Michelle Bachelet al emporio textil de Gamarra. - Audiencias públicas de la controversia de delimitación marítima entre Perú y Chile. | - Miss Universo 2012. - Especulaciones sobre affaire entre Juan Manuel Vargas y Tilsa Lozano. - Reacción airada del entrenador Sergio Markarián ante críticas. | - El valor de la verdad (La verdad no tiene valor/La verdad no tiene precio) - Dr. TV (Dr. Tuteve) |